# Vithalsad lövletare
Vithalsad lövletare (Anabazenops fuscus) är en fågel i familjen ugnfåglar inom ordningen tättingar.

## Utbredning och systematik
Fågeln förekommer i sydöstra Brasilien (från Minas Gerais och Espírito Santo till östra Santa Catarina). Den behandlas som monotypisk, det vill säga att den inte delas in i några underarter.

## Status
IUCN kategoriserar arten som livskraftig.